# Djamileh
Djamileh é uma ópera em ato único, escrita pelo compositor francês Georges Bizet, com libreto de Louis Gallet, com base no conto oriental Namouna, de Alfred de Musset. Foi apresentada pela primeira vez em 22 de maio de 1872 no Opéra-Comique de Paris.
É uma ópera pouco representada nos dias atuais, embora tenha sido reconhecida e prestigiadas por compositores como Gustav Mahler, que regeu dezenove apresentações no Wien Staatsoper entre 1898 e 1903, e Richard Strauss, que viu nessa ópera uma fonte de inspiração para sua outra ópera Ariadne auf Naxos.

## Sinopse
A ópera tem como cenário o Palácio de Harun. 
Harun é um jovem Sultão, tão rico que se poder dar ao luxo de comprar quase tudo. No entanto, o facto de ter tudo ao seu dispor, sem esforço, tornou-o incapaz de gozar os pequenos prazeres da vida. 
Em tempos já por ele esquecidos, Harun manifestava amiúde sentimentos nobres. No entanto, e com o passar do tempo, estes sentimentos parecem ter ficado adormecidos ou esquecidos. Até mesmo as belas odaliscas do seu harém, recebem um tratamento algo brusco por parte de Harun, e nem mesmo elas são já capazes de satisfazer os seus desejos ou apaziguaras suas ânsias. 
Assim, todos os dias, Harun procura uma nova emoção, tentando engendrar encontros furtivos com uma bela desconhecida que se lhe cruze no caminho. O dia que decorre não é excepção, e Harun convocou uma bela mulher para o seu palácio. 
Djamileh é escrava de Harun, fazendo também parte do seu harém. Desde há muito tempo, o coração da escrava Djamileh está inflamado de amor pelo seu amo. Conhecendo os hábitos de Harun, Djamileh sabe que ele espera encontrar-se nessa noite com uma bela desconhecida, a sua mais recente conquista. 
Aproveitando a escuridão da noite, Djamileh decide fazer-se passar por essa outra mulher que fora convocada ao palácio, e decide encontrar-se com Harun. No entanto, o plano de Djamileh não resulta. 
Ao ver Djamileh, Harun reconhece-a como sendo sua escrava. Sentindo-se ultrajado pela ousadia de Djamileh, Harun decide pô-la à prova, rejeitando-a de forma rude, e admoestando-a num tom desagradável. No entanto, ao observar o comportamento de Djamileh, Harun acaba por reconhecer a sinceridade e candura do seu amor, o que desperta também nele um sentimento amoroso adormecido, de uma forma que Harun há muito não sentia. Ao reconhecer este sentimento, Harun acaba por declarar Djamileh como a favorita de entre todas as mulheres do seu harém.